# Martin Steineck
Martin Steineck (* 1586 in Tiengen; † 1659 in St. Blasien) war ein Benediktiner im Kloster St. Blasien, Theologe und Prior.

## Leben
Martin Steineck stammte aus Tiengen. Der Familienname erscheint auch im Zusammenhang mit dem Hasenhof.
Er hatte bereits in Dillingen am Collegium St. Hieronymi Humaniora und Philosophie bei den Jesuiten studiert, als ihn der Abt Martin Meister 1609 an das Pontificium Collegium Germanicum et Hungaricum de Urbe in Rom sandte. Mit ihm studierten seine Blasianer Mitbrüder Tobias Rösch und Bartholomäus Weiler. Im Jahr 1618 wurde er Regens des neu gegründeten Ordenskonvikts in Salzburg für welches er neue Statuten erarbeitete. Er wurde Prior in Michelbeuren und danach Prior und Novizenmeister zu St. Peter und Beichtvater zu Nonnberg. Nach seiner Rückkehr nach St. Blasien schrieb er unter Abt Franz Chullot eine neue Studienordnung, die auch die hebräische Sprache als Lehrfach vorsah. Er verstarb 1659 im Ruf der Heiligkeit im Alter von 73 Jahren.